# رادوسلاو آپوستولوف
رادوسلاو آپوستولوف (بلغاری: Радослав Апостолов؛ زادهٔ ۷ ژوئن ۱۹۹۷) بازیکن فوتبال اهل بلغارستان است.
از باشگاه‌هایی که در آن بازی کرده است می‌توان به باشگاه فوتبال بوتو پلوودیو اشاره کرد.